# Koenig Valley
Das Koenig Valley ist ein eisfreies Tal im ostantarktischen Viktorialand. In der Asgard Range liegt es östlich des Mount Thor.
Das Advisory Committee on Antarctic Names benannte es 1976 nach Ervon R. Koenig, wissenschaftlicher Leiter der McMurdo-Station im antarktischen Winter 1972 und Stationsleiter in den antarktischen Sommermonaten zwischen 1973 und 1974 sowie von 1974 bis 1975.